# 비톨트 벤트코프스키
비톨트 스테판 벤트코프스키(폴란드어: Witold Stefan Bendkowski, 1961년 9월 2일~)는 폴란드의 축구 선수이다. 뷔텍이라는 등록명으로 유공 코끼리 (현 제주 유나이티드)에서 활동한 선수이다.

## 통계

### 국가대표팀
| # | 날짜            | 장소     | 홈 팀    | 최종 결과 | 원정팀 | 대회      | 득점 | 비고 |
| - | --------------- | -------- | -------- | --------- | ------ | --------- | ---- | ---- |
| 1 | 1988년 5월 22일 | 더블린   | 아일랜드 | 3 - 1     | 폴란드 | 친선 경기 | -    | 26′  |
| 2 | 1988년 6월 1일  | 모스크바 | 소련     | 2 - 1     | 폴란드 | 친선 경기 | -    |      |
| 3 | 1988년 7월 13일 | 뉴브리튼 | 미국     | 0 - 2     | 폴란드 | 친선 경기 | -    |      |
| 4 | 1988년 7월 15일 | 토론토   | 캐나다   | 1 - 2     | 폴란드 | 친선 경기 | -    |      |
| 5 | 1988년 9월 21일 | 콧부스   | 동독     | 1 - 2     | 폴란드 | 친선 경기 | -    |      |